# Comuna Dvirkivșciîna, Iahotîn
Dvirkivșciîna (în ucraineană Двірківщина) este o comună în raionul Iahotîn, regiunea Kiev, Ucraina, formată din satele Dvirkivșciîna (reședința), Kainarî și Voronivșciîna.

## Demografie
Componența lingvistică a comunei Dvirkivșciîna
     Ucraineană (95,69%)
     Rusă (3,71%)
     Alte limbi (0,59%)
Conform recensământului din 2001, majoritatea populației comunei Dvirkivșciîna era vorbitoare de ucraineană (95,69%), existând în minoritate și vorbitori de rusă (3,71%).